# Rana Reider
Rana J. Reider, né le 8 juillet 1970 dans le Comté de San Bernardino, est un entraîneur d'athlétisme américain. Il entraîne notamment Dafne Schippers, Christian Taylor ou encore Shara Proctor.

## Carrière d'entraineur
Étudiant en sport durant ses études, Rana Reider devient entraîneur dans les universités américaines pendant 20 ans. En 2012, il est appelé pour devenir entraîneur national du sprint et des relais du Royaume-Uni. Il quitte ce poste en 2014 pour retrouver son statut propre d’entraîneur et se base à Arnhem, aux Pays-Bas. Il est marié et a une fille, qui sont restées aux États-Unis.
Avec son grand groupe d'athlètes, Reider a remporté aux Jeux olympiques :
| Athlète             | Athlète     | Médailles                      | Médailles                          | Médailles                           | Médailles | Éditions                       | Éditions                            | Éditions | Performances | Performances  | Performances |
| Nom                 | Discipline  | Médaille d'or, Jeux olympiques | Médaille d'argent, Jeux olympiques | Médaille de bronze, Jeux olympiques | Ensemble  | 2012                           | 2016                                | 2020     | 2012         | 2016          | 2020         |
| ------------------- | ----------- | ------------------------------ | ---------------------------------- | ----------------------------------- | --------- | ------------------------------ | ----------------------------------- | -------- | ------------ | ------------- | ------------ |
| Tianna Bartoletta ♀ | 4 x 100 m   | 3                              | 0                                  | 0                                   | 3         | Médaille d'or, Jeux olympiques | Médaille d'or, Jeux olympiques      | N/A      | 40 s 82 (WR) | 41 s 01 (SB)  | N/A          |
| Tianna Bartoletta ♀ | Longueur    | 3                              | 0                                  | 0                                   | 3         | N/A                            | Médaille d'or, Jeux olympiques      | N/A      | N/A          | 07,17 m (PB)  | N/A          |
| Christian Taylor ♂  | Triple saut | 2                              | 0                                  | 0                                   | 2         | Médaille d'or, Jeux olympiques | Médaille d'or, Jeux olympiques      | —        | 17,81 m      | 17,86 m       | —            |
| Dafne Schippers ♀   | 100 m       | 0                              | 1                                  | 0                                   | 1         | N/A                            | 5e                                  | N/A      | N/A          | 10 s 90       | N/A          |
| Dafne Schippers ♀   | 200 m       | 0                              | 1                                  | 0                                   | 1         | N/A                            | Médaille d'argent, Jeux olympiques  | 17e (df) | N/A          | 21 s 88 (SB)  | 23 s 03      |
| Dafne Schippers ♀   | 4 × 100 m   | 0                              | 1                                  | 0                                   | 1         | 6e                             | 9e (s)                              | 7e (s)   | 42 s 70      | 42 s 88       | DNF          |
| Dafne Schippers ♀   | Heptathlon  | 0                              | 1                                  | 0                                   | 1         | 10e                            | N/A                                 | N/A      | 6 324 pts    | N/A           | N/A          |
| Desirèe Henry ♀     | 4 x 100 m   | 0                              | 0                                  | 1                                   | 1         | N/A                            | Médaille de bronze, Jeux olympiques | N/A      | N/A          | 41 s 77 (NR)  | N/A          |
| Anyika Onuora ♀     | 4 × 400 m   | 0                              | 0                                  | 1                                   | 1         | N/A                            | Médaille de bronze, Jeux olympiques | N/A      | N/A          | 3 min 25 s 88 | N/A          |

### Athlètes de renommée internationale
Reider entraine des athlètes de niveau international, de disciplines différentes. Dans cette liste ci-dessous (athlètes par nationalités), il y a des sprinteurs (100 m, 200 m, 400 m), des demi-fondeurs (800 m), des hurdleurs (100 m haies), des triple-sauteurs et des sauteurs en longueur.
- : Desirèe Henry, Cindy Ofili, Anyika Onuora, Tiffany Porter, Shara Proctor, Martyn Rooney, Lynsey Sharp
- : Terrence Agard, Ignisious Gaisah, Churandy Martina, Hensley Paulina, Dafne Schippers
- : Xie Zhenye, Wei Yongli
- : Jimmy Vicaut
- : Abdul Hakim Sani Brown

### Anciens athlètes coachés
- : Tianna Bartoletta, Danielle Carruthers, Dwight Phillips, Christian Taylor[3]
- : Beate Schrott
- : Adam Gemili[3]
- : Omar McLeod[3]